# آرگوس بزرگ
آرگوس بزرگ (نام علمی: Argusianus argus) نام یک گونه از زیرخانواده قرقاولیان است.